# Kökény
Kökény é um município da Hungria, situado no condado de Baranya. Tem 4,9 km² de área e sua população em 2019 foi estimada em 577 habitantes.